# Juan Machuca
Juan De Dios Machuca Valdés (Santiago, 7 de marzo de 1951) es un exfutbolista y entrenador chileno. Jugaba de defensa lateral derecho y desarrolló toda su carrera en la Unión Española de Chile. 
Machuca, junto a la selección de fútbol de Chile, participó en los procesos de la Copa Mundial de Fútbol de 1974 y la Copa América de 1975.

## Carrera
Juan Machuca inició su carrera en las divisiones inferiores de Unión Española (bajo el mando de Rosamel Miranda) como delantero, cambiando posteriormente su posición a defensa lateral derecho, debido a sus cualidades y a su tendencia a sumarse al ataque. Debutó en el primer equipo en 1969, desarrollando una larga carrera con el único club que defendió, alcanzando además la capitanía del equipo.
Formó parte del plantel de la década de oro hispana, por lo que disputó las ediciones 1971, 1973, 1974, 1975, 1976 y 1978 de la Copa Libertadores de América, además de la Recopa Sudamericana de Clubes de 1970. La gesta más memorable fue la obtención del subcampeonato de la Copa Libertadores 1975, disputando una llave final en una serie de tres partidos ante el Club Atlético Independiente de Argentina, campeón del torneo.
En 1985, paralelamente realizó el curso de iniciador. Posteriormente cursó como monitor y luego en Francia sacó el título de entrenador (reconocido por la FIFA). Machuca se retiró como futbolista profesional de manera sorpresiva en 1987.
Como entrenador de Deportivo Polpaico obtuvo el título de campeón del Torneo de Cuarta División en 1997.
En la última década ha sido entrenador de diversos clubes universitarios y femeninos. Siendo durante mucho tiempo entrenador del Lautaro de Buin de la Tercera División B de Chile.

## Selección nacional
Machuca disputó 35 partidos con la selección de fútbol de Chile, de los cuales 15 fueron partidos oficiales y 20 amistosos. Debutó con la roja el 2 de febrero de 1972, en un partido amistoso ante el Cruz Azul.
Fue nominado por el entrenador Luis Álamos para participar en el proceso rumbo a la Copa Mundial de Fútbol de 1974. Disputó el primer partido del grupo 3 y su respectivo desempate, ante  el Perú. Posteriormente entró en el partido de repesca intercontinental ante la Unión Soviética. Fue nominado para la fase final de la Copa Mundial, sin embargo no disputó ningún partido.
Posteriormente, fue Pedro Morales quién lo nominó para reforzar la defensa de la selección con miras a la Copa América 1975. Sería en este torneo donde disputaría su último partido con la roja, el 20 de agosto de 1975, ante el Perú.

### Participaciones en Copas del Mundo
| Mundial                        | Sede     | Resultado    | Partidos | Goles |
| ------------------------------ | -------- | ------------ | -------- | ----- |
| Copa Mundial de Fútbol de 1974 | Alemania | Primera fase | 0        | 0     |

#### Participaciones en Clasificatorias
| Eliminatorias               | País     | Resultado   | Posición  | Partidos | Goles |
| --------------------------- | -------- | ----------- | --------- | -------- | ----- |
| Eliminatorias Alemania 1974 | Alemania | Clasificado | Repechaje | 4        | 0     |

### Participaciones en Copa América
| Copa              | Sede          | Resultado    | Partidos | Goles |
| ----------------- | ------------- | ------------ | -------- | ----- |
| Copa América 1975 | Sin sede fija | Primera Fase | 2        | 0     |

## Clubes
| Club           | País  | Año       |
| -------------- | ----- | --------- |
| Unión Española | Chile | 1969-1987 |

## Palmarés

### Como jugador

#### Campeonatos nacionales
| Título           | Club           | País  | Año  |
| ---------------- | -------------- | ----- | ---- |
| Primera División | Unión Española | Chile | 1973 |
| Primera División | Unión Española | Chile | 1975 |
| Primera División | Unión Española | Chile | 1977 |

### Como entrenador

#### Campeonatos nacionales
| Título          | Club              | País  | Año  |
| --------------- | ----------------- | ----- | ---- |
| Cuarta División | Deportes Polpaico | Chile | 1997 |